# 停止作用
停止作用或称停止力（stopping power）是指远射武器的抛射物让目标迅速丧失运动功能的能力。与致命性（lethality）不同，停止作用只着重于是否能短期内就让目标停止行动，而不在乎是否会引起死亡。
各类枪械的停止作用取决于其弹头的终端弹道性能、目标的生物学个性和命中位置等一系列因素。大口径弹药因为通常拥有更高的枪口动能，击中目标时一般也保留了更多终端动能，所以通常也被认为有更强的停止作用，但不同形状和结构的弹头会产生不同的杀伤效果，并不能完全依赖动能和动量传递一个因素来预测。同时，目标被击中后本身遭受的生理反应对其是否会马上丧失行动能力至关重要，比如中枢神经系统受损哪怕客观毁伤并不严重也会瞬间造成意识丧失和瘫痪，即使没有直接被击中弹头产生物理冲击也会波及周边的神经系统，而心肺等重要器官受损或创口产生大量失血则会迅速引发循环系统衰竭并导致休克和昏迷，甚至末端部位受损造成的剧烈疼痛也能让一些人产生假性瘫痪和反射性晕厥。如果关键的骨骼、关节和肌肉/肌腱部位被毁伤，目标即使仍有主观意图也可能丧失完成行动的肢体能力。因此具体的停止效果取决于多个因素的综合，会根据不同情况而变化。
在战场上，能否迅速解决敌方威胁对自身的生存十分重要，因此各类训练有素的武装力量都把枪弹的停止力作为选择装备的关键考虑因素。许多作战人员为了保证停止效果，会在战术上使用双连击或“补枪”的技巧来弥补单次射击的可能存在的成效不足，特别是在使用威力较弱的手枪进行射击时。
在狩猎情况下，猎手出于行业道德为了减少猎物逃跑、挣扎和死前遭受的痛苦，也会追求让目标瞬间丧命或失去意识的停止作用，因此常常使用空尖弹。